# 克里夫蘭市中心
克利夫蘭市中心（英語：Downtown Cleveland）是俄亥俄州克利夫蘭的中央商務區。它是本城市以及俄亥俄州克利夫蘭-阿克倫-坎頓聯合統計區的經濟中心和象徵。它是克利夫蘭最古老的地區，其公共廣場由城市創始人摩西·克利夫蘭將軍於 1796 年規劃。
市中心北面是伊利湖，西面是凱霍加河谷，南面和東面是 90 號州際公路。它包括幾個分區，這是美國城市美化設計最完整的例子之一。自 2000 年代以來，尤其是 2010 年代以來，市中心的居住人口增長顯著。